# Ramses (Schiff, 1926)
Die Ramses war ein Kombischiff, das die Hamburg-Amerikanische Packetfahrt-Actien-Gesellschaft (Hapag) 1926 durch die Übernahme der Deutsche Dampfschiffahrtsgesellschaft Kosmos erhielt. Das 1926 in Dienst gestellte Motorschiff war das größte Schiff der übernommenen Reederei.
Zu ihrer letzten Friedensreise verließ die Ramses Hamburg am 1. Juli 1939 nach Shanghai, wo sie am 25. August eintraf. Als der Weltkrieg am 3. September ausbrach, verblieb das Schiff dort und fuhr erst am 29. März 1941 nach Kobe in Japan. Ein erster Versuch, als Blockadebrecher Europa zu erreichen, wurde abgebrochen.
Die Ramses verließ Kobe im November 1942, um als Blockadebrecher das von den Deutschen besetzte Frankreich zu erreichen. Nachdem sie in Batavia eine Rohkautschukladung übernommen hatte, wurde sie im Indischen Ozean von alliierten Kriegsschiffen gestellt und von ihrer Besatzung 700 Meilen südlich der Kokosinseln auf der Position 
23° 30′ 0″ S, 99° 21′ 0″ O versenkt, um einer Kaperung zu entgehen.

## Geschichte
Die Betriebsgemeinschaft von DDG Kosmos und Hapag zur Westküste Amerikas lief am 4. Januar 1921 aus, ohne erneuert zu werden, zumal die Hapag keine Schiffe für diesen Dienst hatte. Die DDG Kosmos hatte den Dienst zur Westküste Südamerikas – jetzt durch den Panamakanal – schon im März 1920 mit einem gecharterten chilenischen Dampfer aufgenommen. Das erste neu erbaute Schiff, die Theben (IV, 2990 BRT), kam erst 1921 in Dienst. Am 22. Juni 1921 fusionierte dann die DDG Kosmos mit der Deutsch-Australischen Dampfschiffs-Gesellschaft (DADG) zu den Deutsch-Austral und Kosmos-Linien. Die Gesellschaften mit völlig unterschiedlichen Fahrtgebieten betrieben weiter eigene Bereiche unter den alten Reedereiflaggen, legten aber ihre Verwaltungen zusammen und verrechneten ihre Gewinne und Verluste. Sie erhofften sich durch die Zusammenlegung eine größere Flexibilität, um auf die Entwicklungen in den Fahrtgebieten reagieren zu können. Für die Australlinie wurden bis 1926 achtzehn Neubauten fertiggestellt, während für die Kosmoslinie nur elf Neubauten geordert wurden. Dazu kaufte diese acht ehemalige, ausgelieferte Schiffe zwischen 1921 und 1924 zurück.
Die vierte Ramses der Kosmos-Linie war ein Einzelschiff und mit 7983 BRT das größte Schiff der Kosmos-Linie. Sie war der neunte Nachkriegsbau der Linie und ihr drittes Motorschiff. Sie kam als letzter Neubau und erster Neubau der Linie mit einer Passagiereinrichtung noch vor der Fusion der Gesellschaft mit der Hapag in Fahrt.
 Das erste Schiff der Gesellschaft, das den Pharaonen-Namen führte, war der auf der Reiherstiegwerft 1876 fertiggestellte dritte Dampfer der DDG Kosmos von 1608 BRT. Die zweite Ramses von 3673 BRT wurde von 1893 bis 1911 eingesetzt, der dann 1912 die dritte von 7125 BRT folgte, die nach dem Weltkrieg ausgeliefert werden musste und die der NDL von 1922 bis 1932 als Pfalz (III) einsetzte.
Bauwerft der neuen Ramses war die Flensburger Schiffbau-Gesellschaft (FSG), die auch schon die Namensvorgängerin und eine Vielzahl weiterer Schiffe für die DDG Kosmos bis in den Weltkrieg gebaut hatte. In Flensburg waren mit der Karnak (7209 BRT) und der Menes (5609 BRT) auch noch zwei weitere Einzelschiffe im Bau, die erst nach der Übernahme der Linie an die Hapag ausgeliefert wurden.

## Einsatz derRamses
Die Ramses nahm noch vor der Vereinigung mit der Hapag den Dienst zur Westküste Südamerikas bis nach Chile für die Deutsch-Austral und Kosmos-Linien auf. Als die Hapag 1928 beschloss den Dienst zur US-amerikanischen Westküste zu verstärken, gehörte sie zu den Schiffen, die auf dieser Linie eingesetzt wurden, bevor die neuen Kombischiffe der Los Angeles-Klasse in Dienst kamen. In der Folgezeit wurde die Ramses auf verschiedenen Linien eingesetzt.
Am 1. Juli 1939 verließ die Ramses Hamburg zu ihrer Reise letzten Reise im Frieden nach Shanghai, wo sie am 25. August eintraf. Als der Weltkrieg am 3. September ausbrach, verblieb das Schiff in der chinesischen Hafenstadt und verlegte erst am 29. März 1941 nach Kobe in Japan.

## Kriegseinsatz und weiteres Schicksal
Das Motorschiff sollte als Blockadebrecher nach Europa eingesetzt werden und lief am 12. Mai aus Dairen als fünfter Blockadebrecher aus. Erstmals sollte der Weg durch den Pazifik und das Kap Hoorn erkundet werden. Ihre Ladung bestand aus Soya und Rohkautschuk. Am 27. Juni erhielt die Ramses den Rückmarschbefehl nach Yokohama, wo sie am 30. Juli eintraf und wieder entladen wurde. Sie verblieb leer in Yokohama und sollte ggf. als Gefangenenschiff für alliierte Seeleute von durch deutsche Hilfskreuzer aufgebrachte Schiffe dienen.
In Japan wurde auf dem Schiff eine Selbstversenkungsanlage installiert, die eine Räumungszeit von acht Minuten gab. Im Herbst 1942 übernahm das Schiff wieder Ladung, um als Blockadebrecher eingesetzt zu werden. Am 10. Oktober begann die Reise über Kobe nach Balikpapan auf Borneo, wo sie etwa 1000 t Versorgungsgüter für die dortige japanische Garnison entlud. In Batavia übernahm sie 4000 t Rohkautschuk und große Mengen Chinin und lud alles aus, was die Übernahme dieser kriegswichtigen Ladung einschränkte.
Am 23. November verließ die Ramses Batavia zur Reise nach Bordeaux als 24. Blockadebrecher aus Ostasien, von denen bislang 17 erfolgreich die Blockade durchbrochen hatten.
Der Blockadebrecher unter dem Befehl von Kapitän Falke hatte vorrangig eine zivile Besatzung aus Deutschen und einigen Finnen (insgesamt 60 Mann). Dazu kam ein kleines Kontingent der Kriegsmarine (1 Leutnant, 2 Unteroffiziere, 15 Mann) zur Bedienung der geringfügigen Bewaffnung, die mit dem Blockadebrecher Doggerbank Japan erreicht hatte. Die Bewaffnung bestand aus zwei 20-mm-Geschützen und vier Maschinengewehren. Am Heck gab es noch eine große Holzattrappe eines typischen Heckgeschützes eines alliierten Frachters. Die Ramses gab sich als norwegische Tai Yang aus, die 1928 bei den Deutschen Werken in Kiel gebaut worden war. das Schiff sollte im Indischen Ozean mit Hilfskreuzern zusammentreffen, Treffen mit U-Booten waren im Atlantik geplant und zum Ende der Reise waren Flugzeuge als Schutz in Aussicht gestellt. Zehn norwegische Gefangene waren auch an Bord, die als Seeleute Dienst leisten sollten.

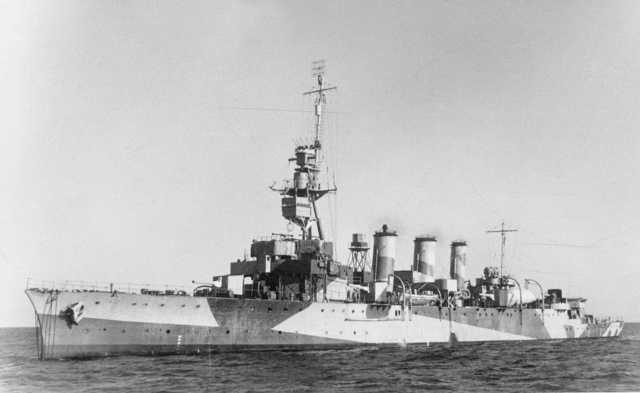
Die HMAS Adelaide

Ebenfalls am 23. November verließen der alte Leichte Kreuzer HMAS Adelaide und der niederländische Kreuzer Jacob van Heemskerck Fremantle, um drei Frachter nach Abadan zu geleiten, die Ölbohrausrüstungen geladen hatten. Nach zwei Tagen in See traten noch der Tanker Goldmouth und die australischen Korvetten Cessnock und Toowoomba zum Geleit.

Am Nachmittag des 28. November entdeckte der Ausguck einen Frachter, der abdrehte und Notrufe als Tai Yang absetzte. Die Adelaide fand das norwegische Schiff nicht in ihren Unterlagen, identifizierte es jedoch richtig als die deutsche Ramses. Nach einer einstündigen Verfolgung durch die beiden Kreuzer stoppte das Schiff, das weiterhin die norwegische Flagge führte und ließ Boote zu Wasser. Kapitän Falke evakuierte das Schiff nach Auslösen der Selbstversenkungsanlage. Die Explosion an Bord und die gleichzeitige Einnebelung der Ramses veranlassten die Kreuzer das Feuer zu eröffnen und die Ramses sank nach wenigen Minuten. Ihre hölzerne Attrappe eines Heckgeschützes schwamm noch eine Weile auf dem Wasser und wurde von den alliierten Seeleuten fotografiert.

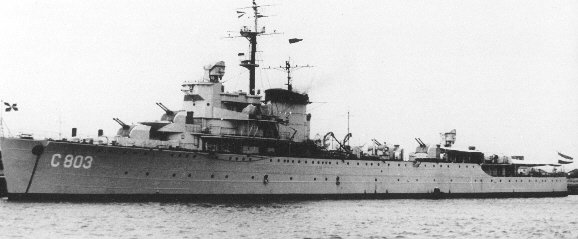
Die Jacob van Heemskerk

Während die Heemskerck wieder zum Konvoi zurückkehrte, nahm die Adelaide die Schiffbrüchigen an Bord, die sie nach Fremantle brachte, wo die 78 Mann der Besatzung Kriegsgefangene wurden, während die zehn norwegischen Seeleute ihre Freiheit zurückerhielten.